# 総鰭類
総鰭類（そうきるい、Crossopterygii）は、脊椎動物亜門硬骨魚綱肉鰭亜綱の下位分類群。
シーラカンス目（管椎類）の上位分類として肺魚亜綱（Dipnoi）またはハイギョ下綱（Dipnomorpha）と対となる分類群とされてきたが、近年の分類体系でのシーラカンス目の所属は肉鰭綱シーラカンス亜綱（Coelacantiomorpha）や肉鰭亜綱輻鰭下綱（Actinistia）とされており、総鰭類は多系統群として認められていない。

## 解説
四肢の原型を持つ。シーラカンスを含み、ハイギョや両生類を含まない。下位分類群には扇鰭類がおり、扇鰭類にはエウステノプテロンなどが含まれる。
籔本美孝が記すところによれば、かつて総鰭類にはリゾドゥス類、シーラカンス類、ポロレピス類を含むオステオレピス類が含まれていた。しかし、これらの分類群の類縁関係には諸説あるものの、シーラカンス類は最も基盤的な肉鰭類、ポロレピス類はハイギョの姉妹群、オステオレピス類は四肢動物の姉妹群と考えられているため、総鰭類は人為分類群であるという。